# Умконто ве сизве
«Умконто ве сизве», или «Копьё нации» (зулу Umkhonto we Sizwe) — террористическое крыло трех крупнейших организаций, боровшихся против апартеида: Африканского национального конгресса (АНК), Коммунистической партии ЮАР и Южноафриканского конгресса профсоюзов (COSATU), созданное в 1961 году для вооружённой борьбы с режимом апартеида. Вооруженная борьба была прекращена 1 апреля 1991 года в преддверии демонтажа режима апартеида и переходом к политическим методам завоевания власти. В 1994 году интегрировалось в Вооружённые силы Южно-Африканской Республики. Членами «Умконто ве сизве» были такие видные деятели Африканского национального конгресса и Южно-Африканской коммунистической партии, как Нельсон Мандела, Джо Слово, Крис Хани, Ронни Касрилс, Табо Мбеки, Джейкоб Зума.

## Создание
Ежегодно 16 декабря в ЮАР праздновалась годовщина победы, одержанной в 1838 году 464 бурами  над 10-тысячной армией зулусов на реке Нкоме на территории нынешней провинции Наталь. О своем существовании «Умконто ве сизве» заявила ночью 16 декабря 1961 года в годовщину праздника серией взрывов в Йоханнесбурге. Там была атакована энергетическая подстанция. 
В тот же день повсюду в ЮАР были разбросаны листовки с манифестом новорожденной организации, где подчеркивалось, что её членами являются южноафриканцы всех рас:
В жизни каждой нации наступает момент, когда ей приходится выбирать одно из двух — покориться или бороться. Этот момент наступил теперь и для Южной Африки. Мы не покоримся. У нас нет иного выбора, кроме нанесения ответных ударов всеми имеющимися в распоряжении средствами во имя защиты нашего народа, нашего будущего и нашей свободы. «Умконто ве сизве» будет оружием народа против правительства и его политики расового угнетения, ударной силой народа в его битве за свободу и равноправие.
В последующие 20 с лишним лет нападения на государственные учреждения, армейские штабы, полицейские участки, подрывы железных дорог и заводов происходили несколько раз в год. 
После падения режима апартеида в 1994 году праздник c целью содействия примирению и национальному единству был сохранен и в 1995 году переименован в «День примирения».

## После 2020 года
Бывший президент ЮАР Джейкоб Зума создал партию Умкото ве сизве.